# Золотой век финского искусства

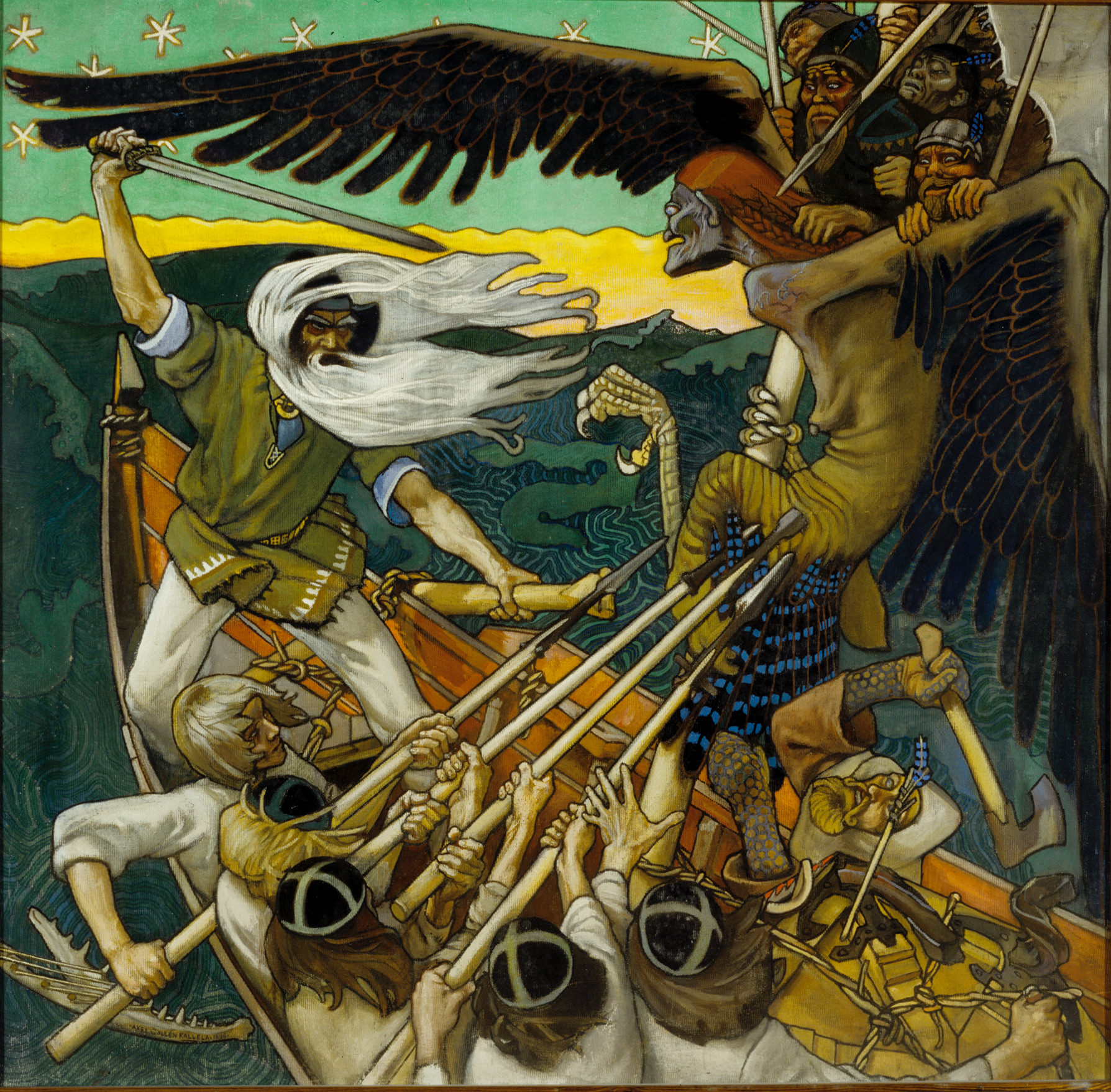
Аксели Галлен-Каллела. Защита Сампо. Калевала. 1896

Золотой век финского искусства (фин. Suomen taiteen kultakausi) — период расцвета искусства Финляндии, приходится на 1880—1905/1910 годы, который совпал с национальным пробуждением. Самая выдающаяся эпоха в финской живописи конца XIX — начала XX веков.
В его начале в поле зрения финских художников попал французский реализм и натурализм.
Общеевропейскую известность финское искусство завоевало в 1900 году на Всемирной выставке в Париже, где финский павильон стал одним из самых популярных. В то время финские художники уже переняли правдивую и естественную манеру изображения, и, применяя свои навыки, раскрывали для широкой публики красоту северной природы и народную тематику. Поиски своих корней в карельских деревушках, национальная идея и дух сопротивления политическому давлению Российской империи сплелись воедино в финском искусстве в десятилетие, предшествовавшее смене столетий. Это было связано и с созданием упрощённого изобразительного языка, названного в то время «декоративным», и со всё возраставшим интересом ко внутреннему миру человека. Пустынный зимний пейзаж, дремучий лес, мифы и предания — именно там велись поиски символов, необходимых для создания народного самосознания во времена национального пробуждения.
В это время отмечен расцвет также в финской литературе, музыке и архитектуре.
Известными представителями финской культуры того времени были Эмиль Викстрём, Аксели Галлен-Каллела, Альберт Гебхард, Эйно Лейно, Элиэль Сааринен, Ян Сибелиус, Пекка Халонен, Хелена Шерфбек, Альберт Эдельфельт, Ээро Ярнефельт и другие.
Заканчивается же условно золотой век финского искусства общей забастовкой 1905 года и открытием выставки финского искусства в Париже в 1908 году.

## Галерея

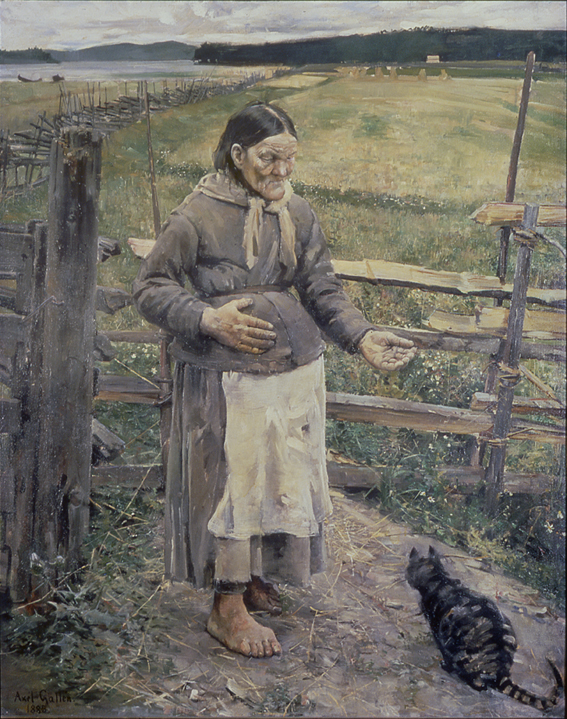
Аксели Галлен-Каллела. Старушка и кот, 1885.
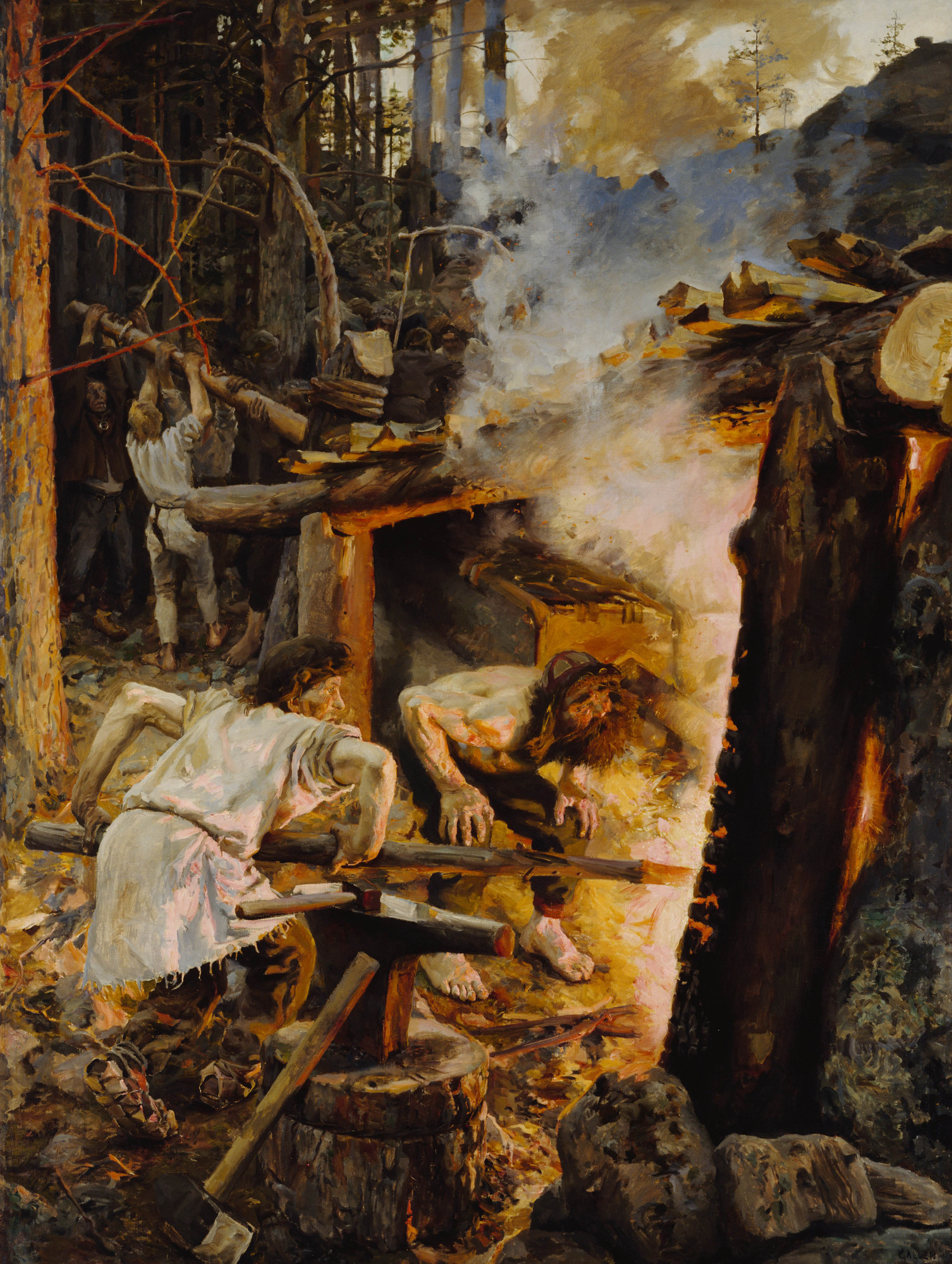
Аксели Галлен-Каллела. Калевала, 1893.
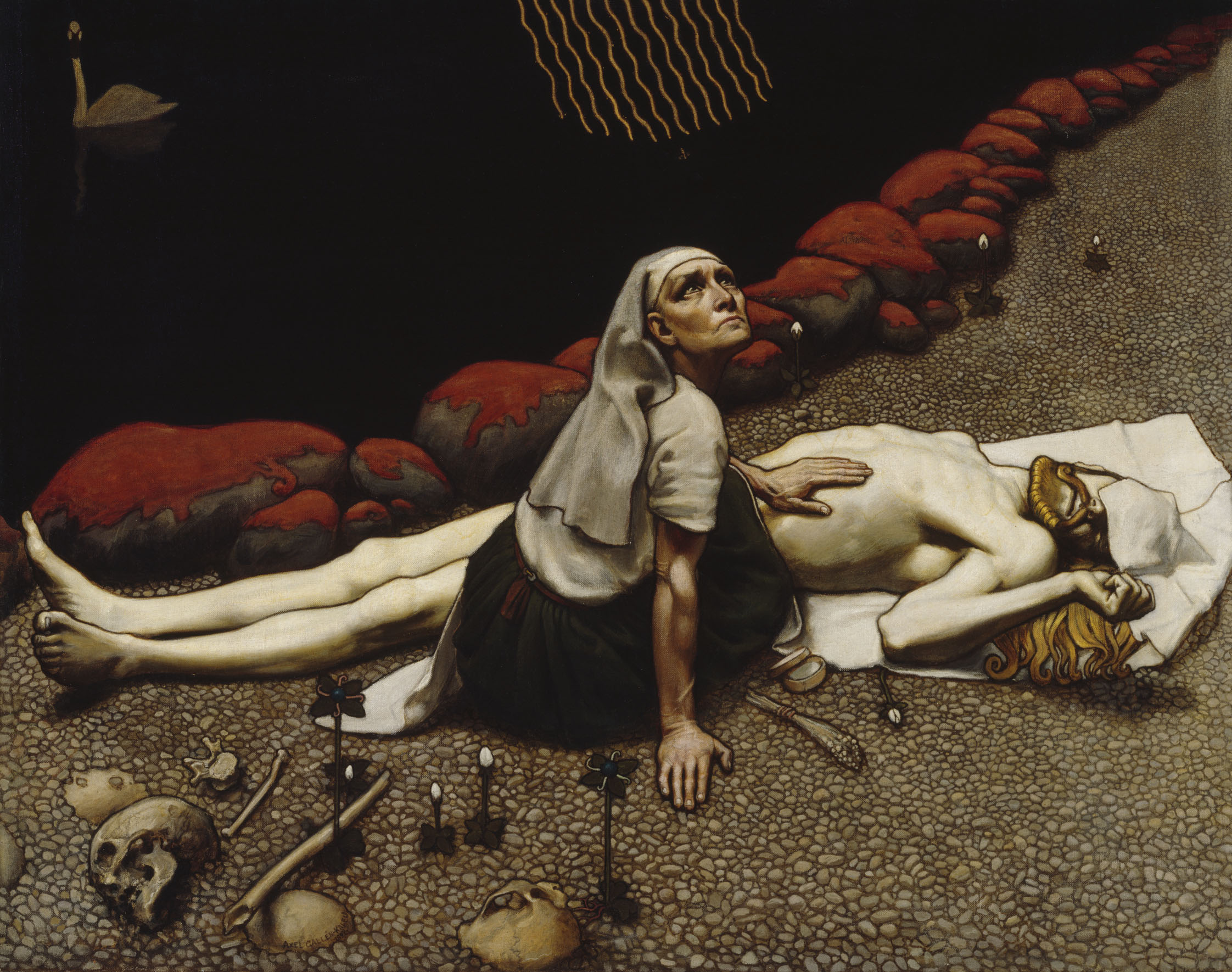
Аксели Галлен-Каллела.Мать Лемминкяйнена, Калевала, 1897.
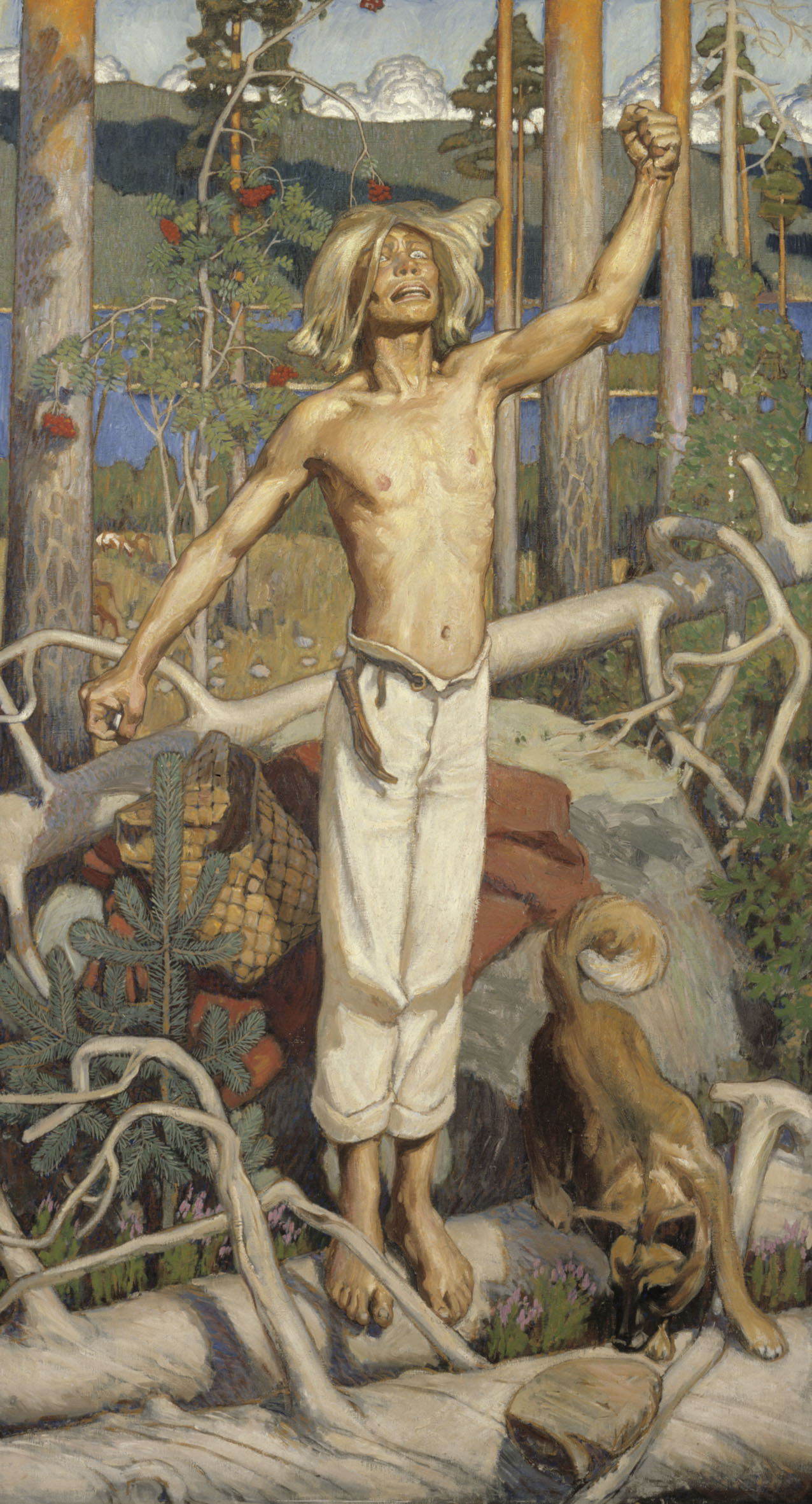
Аксели Галлен-Каллела. Калевала, 1899.
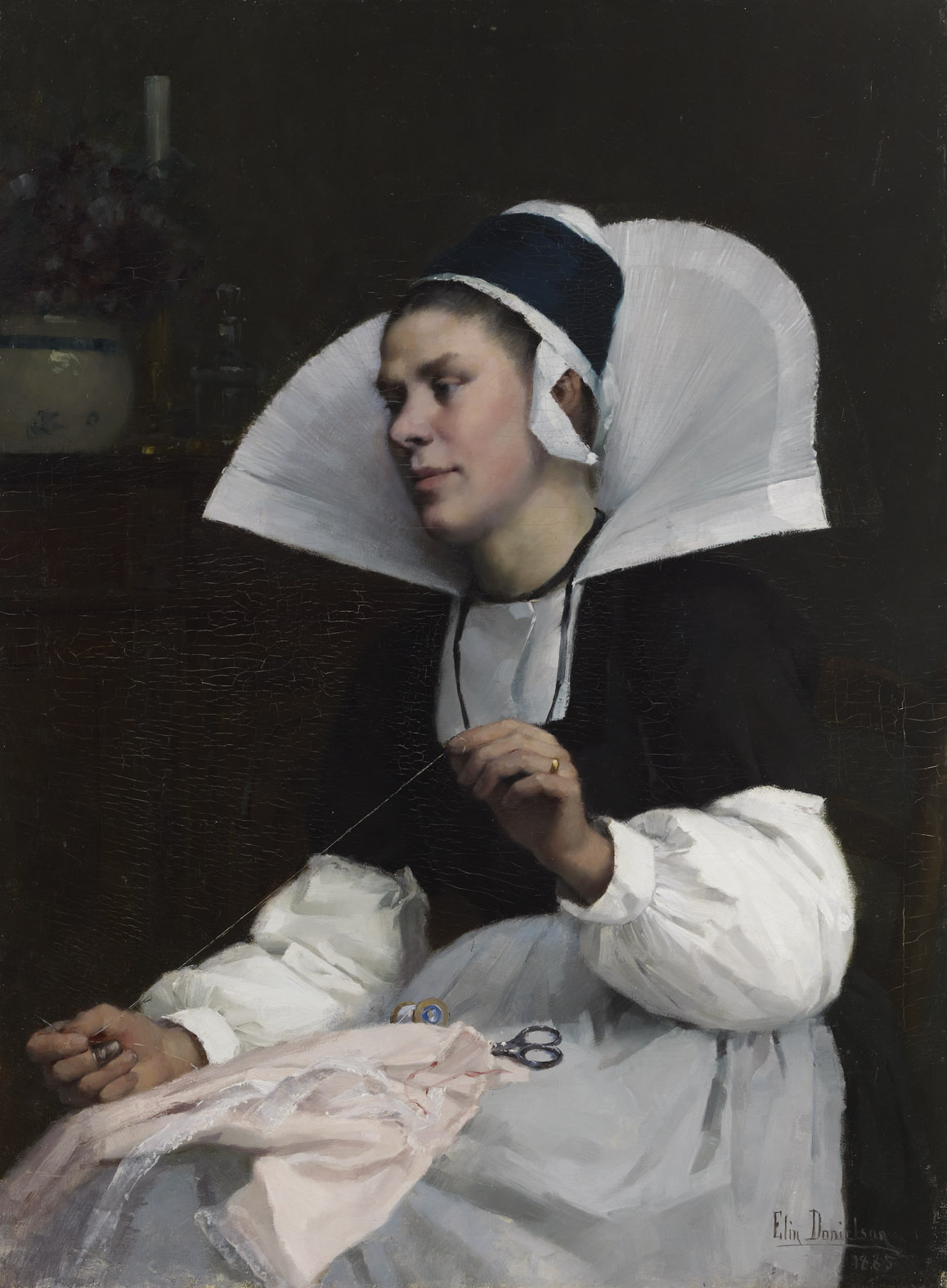
Элин Даниельсон-Гамбоджи. Молодая мать, 1885.
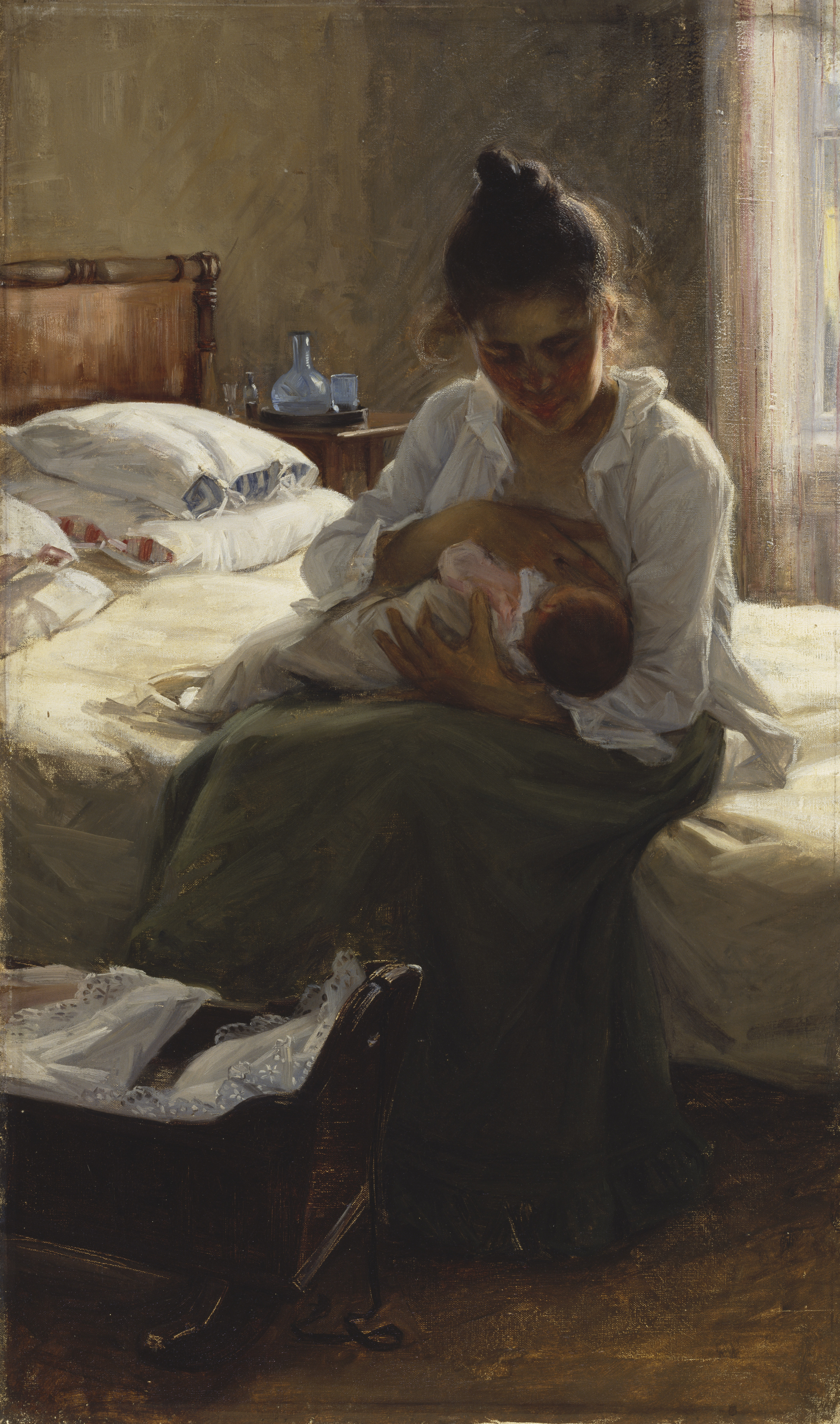
Элин Даниельсон-Гамбоджи.  Mатеринство, 1893.
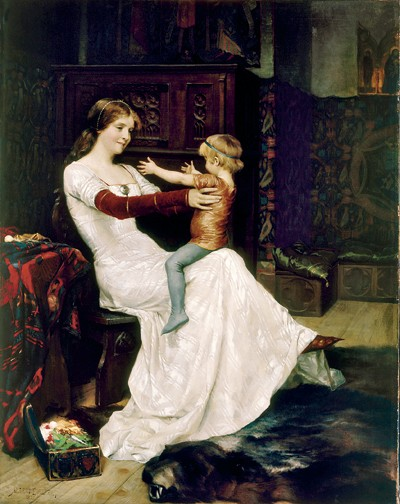
Альберт Эдельфельт. Королева Бланка, 1877.
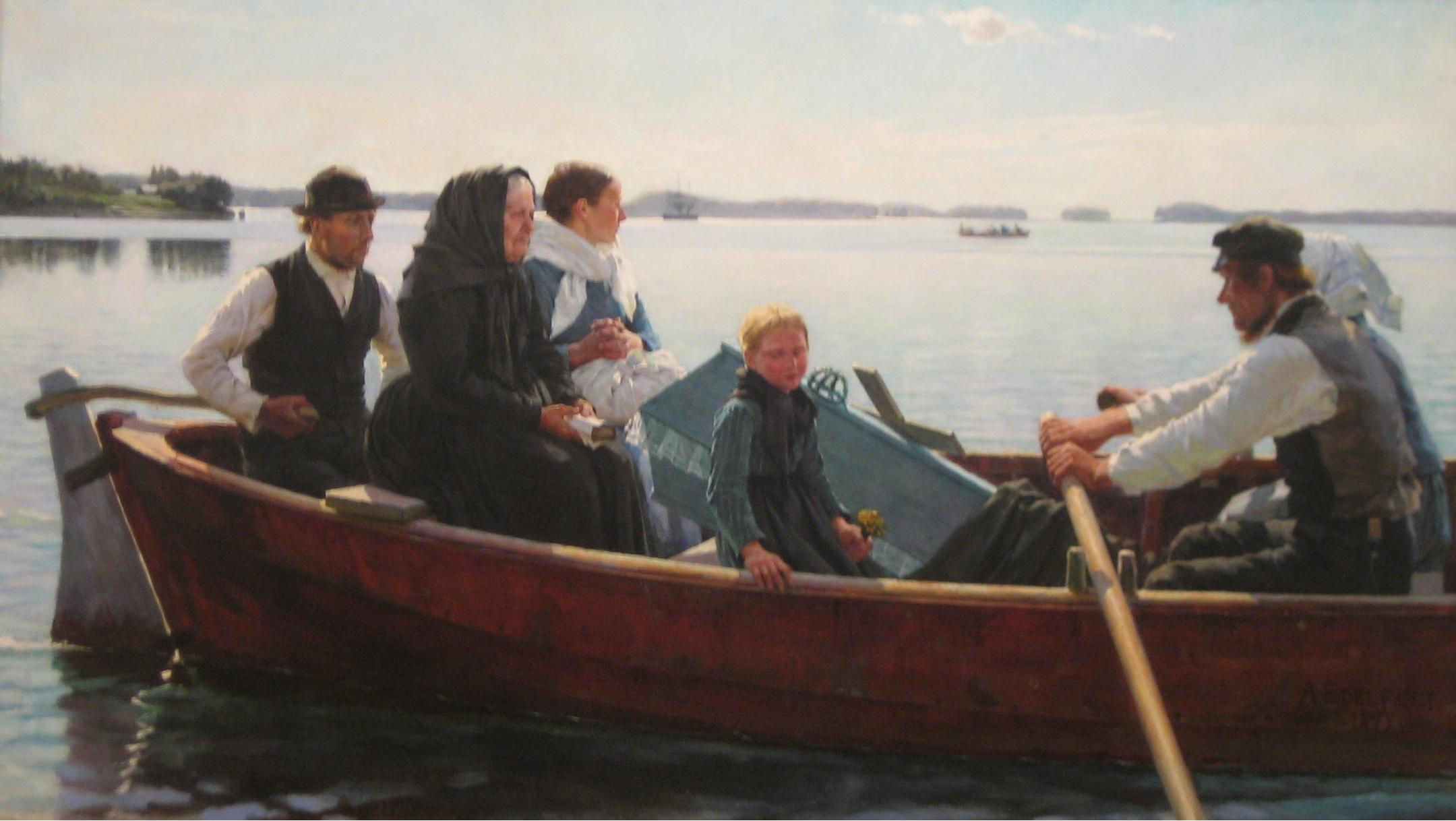
Альберт Эдельфельт.  Похороны ребёнка, 1879.